# إيمانول إريبيري
إيمانول إريبيري (بالإسبانية: Imanol Iriberri)‏ (4 مارس 1987 بمار دل بلاتا في الأرجنتين - ) هو لاعب كرة قدم أرجنتيني في مركز الهجوم. لعب مع نادي بوافيشتا ونادي خورخي ويلسترمان وClub Sportivo Carapeguá ‏ وديبورتيس توليما ونادي أتلتيكو ألفارادو وIndependiente F.B.C. ‏ وDeportivo La Guaira F.C. ‏ وإستوديانتس دي ماردة ‏ ونادي أتليتيكو ألدوسيفي.

## وصلات خارجية
- إيمانول إريبيري على موقع قاعدة بيانات كرة القدم.إي يو (الإنجليزية)
- إيمانول إريبيري على موقع Soccerway.com (الإنجليزية)
- إيمانول إريبيري على موقع AS.com (الإسبانية)